# Nejapa, Chilapa de Álvarez
Nejapa är en ort i Mexiko.   Den ligger i kommunen Chilapa de Álvarez och delstaten Guerrero, i den södra delen av landet, 200 km söder om huvudstaden Mexico City. Nejapa ligger 1 364 meter över havet och antalet invånare är 3 944.
Terrängen runt Nejapa är huvudsakligen kuperad, men norrut är den bergig. Nejapa ligger nere i en dal. Runt Nejapa är det ganska glesbefolkat, med 42 invånare per kvadratkilometer. Närmaste större samhälle är Chilapa de Alvarez, 4,0 km sydväst om Nejapa. I omgivningarna runt Nejapa växer huvudsakligen savannskog.